# CCleaner Cloud
CCleaner Cloud, ursprünglich Agomo, ist ein kostenloses Programm zur Optimierung und Säuberung des Computers. Das Programm wird von Piriform entwickelt und ist bisher für das Betriebssystem Windows verfügbar. CCleaner Cloud arbeitet nach dem Prinzip des Programms CCleaner, welches vom selben Hersteller entwickelt wurde. Besonderheit bei CCleaner Cloud ist allerdings, dass sich sämtliche Operationen auch über ein Webinterface durchführen lassen, wodurch es dem Nutzer möglich ist, selbst weit entfernte Computer zu optimieren und zu säubern. Die Software befand sich bis September 2015 in der Beta-Phase, bevor weitere Funktionen, wie z. B. das Installieren von Windows-Updates oder das Hinzufügen neuer Software, ergänzt wurden.

## Funktionsumfang
Das Programm entfernt vor allem unbenutzte und temporäre Dateien. Auch der Verlauf von besuchten Webseiten und diverse andere Verläufe, wie z. B. zuletzt benutzte Dateien oder eingegebene Suchbegriffe der Windows-Suche, können bereinigt werden.
Zusätzlich kann es aus der Windows-Registrierungsdatenbank Fehler und nach Deinstallation von Programmen übrig gebliebene Einträge entfernen. Mit Hilfe verschiedener Löschverfahren wie der Gutmann-Methode kann es sowohl sensible Dateien als auch ganze Datenträger unwiderruflich sicher löschen.
Durch diese Maßnahmen soll das System beschleunigt und die Privatsphäre des Nutzers geschützt werden.
Außerdem lassen sich Hard- und Softwareinformationen auslesen, Computerprogramme hinzufügen oder entfernen und Aktivitäten auf dem PC einsehen.